# Мёгглинген
Мёгглинген (нем. Mögglingen) — община в Германии, в земле Баден-Вюртемберг.
Подчиняется административному округу Штутгарт. Входит в состав района Восточный Альб. Население составляет 4165 человек (на 31 декабря 2010 года). Занимает площадь 10,27 км².